# Juan Rodríguez de Fonseca
Juan Rodríguez de Fonseca (Toro, Zamora, 1451-Burgos, 1524) fue un eclesiástico y político español, miembro del consejo de los Reyes Católicos y primer organizador de la política castellana en las Indias. 

## Biografía
Nacido en Toro (Zamora), pertenecía a una de las familias más ilustres de la Corona de Castilla, de un linaje originario del Reino de Portugal. Era sobrino del arzobispo de Sevilla Alonso I de Fonseca y Ulloa e hijo de Fernando de Fonseca y Ulloa y de su segunda mujer Teresa de Ayala. Sobre su formación humanista y científica, de la que más tarde hizo gala al ejercer sus cargos, no se sabe mucho, pero parece que estudió en Salamanca y tuvo contactos con el gramático Elio Antonio de Nebrija. Tomó partido, junto con su familia, a favor de la princesa Isabel frente a los seguidores de la princesa Juana durante la guerra de Sucesión Castellana. Después de 1480, Rodríguez de Fonseca fue encomendado por la ya reina Isabel I a uno de los hombres más influyentes y preparados de la corte: su confesor fray Hernando de Talavera, de quien recibió formación eclesiástica y política.
A partir de 1492, recibió de los reyes numerosos cargos eclesiásticos en premio a sus servicios: capellán real, arcediano, canónigo y deán de la catedral de Sevilla, obispo de Badajoz (1494), de Córdoba (1499) y de Palencia (1505); arzobispo de Rossano (1511), en el Reino de Nápoles; y obispo de Burgos (1514). Temporalmente, ejerció la diplomacia llevando a cabo misiones delicadas, como el arreglo de las bodas de los hijos de los Reyes Católicos con los herederos de la Casa de Austria: Juan con Margarita y Juana con Felipe el Hermoso. También acompañó a la infanta Catalina a Inglaterra en 1501 con motivo de su boda con Arturo, el heredero inglés.
Humanista y mecenas, fue generoso con sus iglesias catedrales. Mientras fue obispo de Palencia, se construyó el suntuoso trascoro de la Catedral de San Antolín, donde fue colocado un tríptico encargado en Flandes y en el que se halla el retrato del propio Fonseca. También se construyó la escalera que conduce a la cripta de san Antolín. Cuando ocupó la sede episcopal burgalesa, se levantó en la Catedral de Burgos la joya plateresca de la puerta de la Pellejería y la lujosa y muy famosa Escalera Dorada.

## Etapa de las Indias
A partir de la primavera de 1493, con el retorno a Castilla del primer viaje de Colón que supuso el comienzo del llamado Descubrimiento de América, empezó para Rodríguez de Fonseca la etapa de su vida por la que es más conocido: la gestión de la exploración, conquista y evangelización de las Indias, también llamadas el Nuevo Mundo. En primer lugar, Fonseca fue encargado de organizar el segundo viaje colombino, que puso a punto en tan solo cuatro meses. El 25 de septiembre de 1493, el almirante Cristóbal Colón zarpaba de Cádiz al frente de una armada de diecisiete navíos y unos 1200 tripulantes. Al mismo tiempo, entre Colón y Fonseca, dos personajes muy distintos y con ideas contrapuestas sobre el Nuevo Mundo, comenzaban las primeras diferencias que con el paso del tiempo no hicieron sino crecer. En la raíz de esta rivalidad estaba la forma de organizar las nuevas tierras: mientras que para Colón todo tenía que pasar por sus manos, en una especie de monopolio compartido entre él y la monarquía, Fonseca defendía el protagonismo único y directo de los reyes españoles.
Entre 1496 y 1497, la rivalidad entre estos dos personajes se tornó en enfrentamiento abierto. Colón estuvo a punto de lograr que los Reyes Católicos destituyeran a Fonseca al frente de las armadas de Indias. Según Bartolomé de las Casas, no lo logró porque el sustituto propuesto, Antonio de Torres, exigió demasiado. Quedó no obstante una hostilidad abierta entre Fonseca y la familia Colón. Una muestra de esta situación fue la tensa y larga preparación del tercer viaje colombino (más de un año). Después de 1500, con la caída del virrey y su fracaso colonizador, Fonseca y sus hombres de confianza, apoyados por los reyes, especialmente por Fernando el Católico, influyeron decisivamente en hechos como la libertad de navegar bajo exclusivo control monárquico y sin intervención colombina (1499), la creación de la Casa de Contratación de Indias (1503), las juntas de navegantes de Toro (1505) y de Burgos (1508), la creación de gobernaciones al margen de los Colón (Darién y Castilla del Oro), o el debilitamiento de los privilegios colombinos. Presidió la Secretaría de Indias y, en 1523, el organismo que habría de convertirse al año siguiente en el Consejo de Indias.

## Muerte y enterramiento
Juan de Fonseca falleció en su sede episcopal de Burgos el 4 de noviembre de 1524. Fue enterrado por decisión propia en la Iglesia de Santa María la Mayor de Coca, que era la capital de los dominios señoriales de los Fonseca, junto a sus padres, su tío y otros miembros de la familia. Los cuatro sepulcros fueron realizados en Italia con mármol de Carrara y constituyen uno de los conjuntos de escultura renacentista más destacados del antiguo reino de Castilla.
| Predecesor: Juan Ruiz de Medina            | Obispo de Badajoz 1495 – 1499                | Sucesor: Alonso Manrique           |
| Predecesor: Francisco Sánchez de la Fuente | Obispo de Córdoba 1499 – 1504                | Sucesor: Juan Daza                 |
| Predecesor: Diego de Deza                  | Obispo de Palencia 1504 – 1511               | Sucesor: Juan Fernández de Velasco |
| Predecesor: Pascual de Ampudia             | Obispo de Burgos 1514 – 1524                 | Sucesor: Antonio de Rojas Manrique |
| Predecesor: Nueva creación                 | Presidente de la Junta de Indias 1511 – 1524 | Sucesor: García de Loaysa          |

## En la ficción
El personaje de Juan Rodríguez de Fonseca, interpretado por Francesc Garrido, aparece en la tercera temporada de la serie televisiva Isabel.